# Двуручная пила

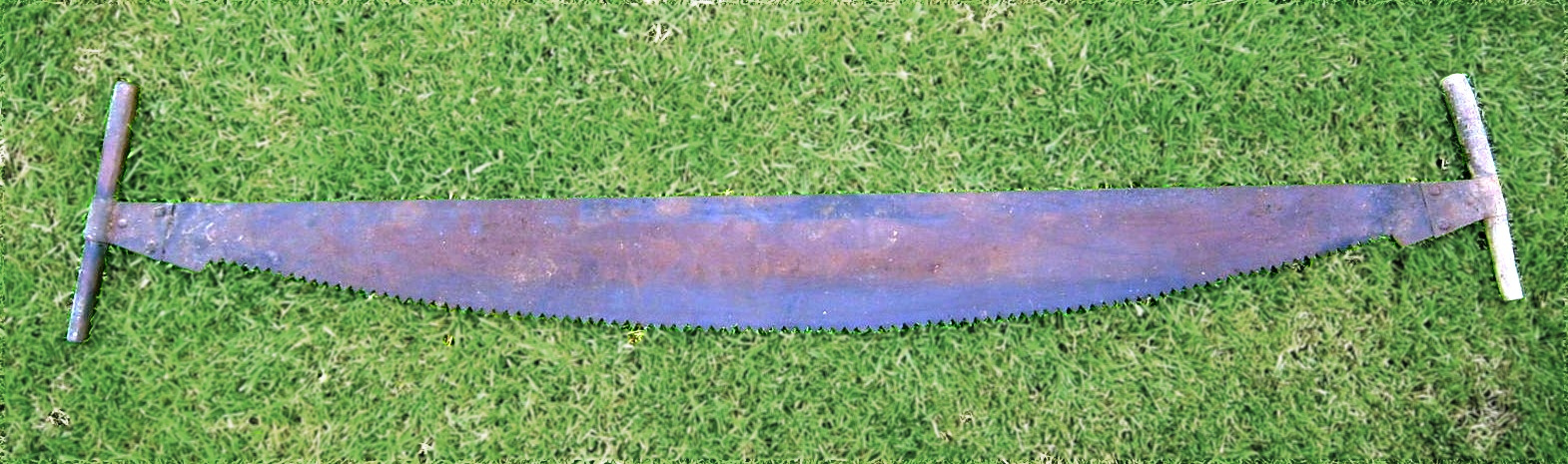
Двуручная пила с удлинёнными ручками

Двуручная пила — инструмент со множеством зубьев для резки (распиловки) древесины.
Изготавливается в виде металлической пластины, на рабочей кромке которой расположены зубья. Ручки, как правило, деревянные. Самая производительная из ручных пил. Такой пилой удобно валить деревья, в то время как пилить ею (как и любым другим инструментом) лежащее горизонтально бревно затруднительно — под собственным весом бревно оседает и зажимает место пропила.
Для нормальной работы необходимы подкладки или «козлы».
Предназначена для работы вдвоём, хотя при некоторой сноровке пилить двуручной пилой можно и в одиночку.
Весьма важна правильная заточка и разводка зубьев.

## История
Первые железные пилы изобрели скандинавы. Пилы отливались в каменных формах. Однако, из-за низкого качества, такие пилы не выдерживали конкуренцию с топорами.
Спустя много столетий в Древней Греции начали делать пилы методом ковки, что позволило добиться высокой твердости металла и, как следствие, повысить качество изделий.

## Галерея
|  |  |  |

## Факты
При работе пилой или просто при проведении по её полотну любым металлическим предметом издается оригинальный завывающий звук, который может быть изменён сгибанием полотна. Благодаря этому пила в некоторых случаях используется как своеобразный музыкальный инструмент.
В странах бывшего СССР известна под шуточным названием «Дружба-2». Обыгрывается название первой советской бензопилы «Дружба» и то, что для работы требуется согласованная работа двух людей.
В годы Великой Отечественной войны в партизанских отрядах, в условиях отсутствия должных медицинских инструментов, двуручные пилы с переточенными (мелкими) зубьями использовались в качестве хирургического инструмента для осуществления ампутации. Так, о такой ампутации, проведённой врачом партизанского отряда, вспоминает в своих мемуарах Д. Н. Медведев.

## Примечание
1. ↑  Двуручная пила. Wood-Prom.Ru. Дата обращения: 22 октября 2017. Архивировано 22 октября 2017 года.
2. ↑  История пилы. Дата обращения: 17 января 2016. Архивировано 21 августа 2016 года.
3. ↑  Медведев Д. Н. Это было под Ровно. — Л. : Ленинградское издательство, 1950. — С. 117—119. — 212 с. — (Библиотека школьника). — 30 000 экз.